# Vuelta a España 1947
Die 7. Vuelta a España war ein Straßenradrennen, das vom 12. Mai bis zum 5. Juni 1947 ausgetragen wurde. Es bestand aus 24 Etappen mit einer Gesamtlänge von 3893 Kilometern. Sieger wurde der Belgier Edward Van Dijck, die Punktewertung gewann Delio Rodríguez, sein Bruder Emilio Rodríguez gewann die Bergwertung.

## Etappen
| Etappen     | Start – Ziel                      | km       | Etappensieger         | Gesamterster     |
| ----------- | --------------------------------- | -------- | --------------------- | ---------------- |
| 1. Etappe   | Madrid – Albacete                 | 243      | Delio Rodríguez       | Delio Rodríguez  |
| 2. Etappe   | Albacete – Murcia                 | 146      | Emilio Rodríguez      | Delio Rodríguez  |
| 3. Etappe   | Murcia – Alcoi                    | 135      | Julián Berrendero     | Delio Rodríguez  |
| 4. Etappe   | Alcoi – Castellón de la Plana     | 175      | Adolfo Deledda        | Delio Rodríguez  |
| 5. Etappe   | Castellón de la Plana – Tarragona | 222      | Delio Rodríguez       | Delio Rodríguez  |
| 6. Etappe   | Tarragona – Barcelona             | 119      | Cipriano Aguirrezabal | Delio Rodríguez  |
| 7. Etappe   | Barcelona – Lleida                | 162      | Cipriano Aguirrezabal | Delio Rodríguez  |
| 8. Etappe   | Lleida – Saragossa                | 144      | Delio Rodríguez       | Delio Rodríguez  |
| 9. Etappe   | Saragossa – Pamplona              | 176      | Félix Adriano         | Delio Rodríguez  |
| 10. Etappe  | Pamplona – Donostia-San Sebastián | 107      | Delio Rodríguez       | Delio Rodríguez  |
| 11. Etappe  | Donostia-San Sebastián – Bilbao   | 229      | Félix Adriano         | Delio Rodríguez  |
| 12. Etappe  | Bilbao – Santander                | 212      | Félix Adriano         | Manuel Costa     |
| 13. Etappe  | Santander – Reinosa               | 201      | Joaquín Jiménez       | Manuel Costa     |
| 14. Etappe  | Reinosa – Gijón                   | 204      | Delio Rodríguez       | Manuel Costa     |
| 15. Etappe  | Gijón – Oviedo                    | 105      | Delio Rodríguez       | Manuel Costa     |
| 16a. Etappe | Oviedo – Luarca                   | 101      | Bruno Bertolucci      | Manuel Costa     |
| 16b. Etappe | Luarca – Ribadeo                  | 70 (EZF) | Edward Van Dijck      | Manuel Costa     |
| 17. Etappe  | Ribadeo – Ferrol                  | 159      | Senén Mesa            | Manuel Costa     |
| 18. Etappe  | Ferrol – A Coruña                 | 70       | Delio Rodríguez       | Manuel Costa     |
| 19. Etappe  | A Coruña – Vigo                   | 180      | Alejandro Fombellida  | Manuel Costa     |
| 20. Etappe  | Vigo – Ourense                    | 105      | Félix Adriano         | Manuel Costa     |
| 21. Etappe  | Ourense – Astorga                 | 228      | Alejandro Fombellida  | Manuel Costa     |
| 22. Etappe  | Astorga – León                    | 47 (EZF) | Edward Van Dijck      | Edward Van Dijck |
| 23. Etappe  | León – Valladolid                 | 133      | Delio Rodríguez       | Edward Van Dijck |
| 24. Etappe  | Valladolid – Madrid               | 220      | Joaquín Olmos         | Edward Van Dijck |